# 나프트 마이산 SC
나프트 마이산 FC(아랍어:  نادي نفط ميسان)는 아마라를 연고로 하는 이라크의 축구단이다. 현재 이라크 프리미어리그에 참가하고 있다.

## 선수 명단

### 현역
- 위삼 사둔(2009 ~ )